# Чеккано
Чеккано (итал. Ceccano) — город в Италии, располагается в регионе Лацио, подчиняется административному центру Фрозиноне.
Население коммуны составляет 22 469 человек (на 2004 г.), плотность населения составляет 371 чел./км². Занимает площадь 60 км². Почтовый индекс — 03023. Телефонный код — 0775.
Покровителем населённого пункта почитается святой Иоанн Креститель. Праздник ежегодно празднуется 24 июня.